# مانغوتشي
مانغوتشي (بالإنجليزية: Mangochi)‏ هي مدينة، تتبع مقاطعة مانغوتشي ‏، بلغ عدد سكانها 51429 نسمة.

## المناخ
يظهر الجدول التالي التغييرات المناخية على مدار السنة لمانغوتشي:
| البيانات المناخية لـمانغوتشي       | البيانات المناخية لـمانغوتشي | البيانات المناخية لـمانغوتشي | البيانات المناخية لـمانغوتشي | البيانات المناخية لـمانغوتشي | البيانات المناخية لـمانغوتشي | البيانات المناخية لـمانغوتشي | البيانات المناخية لـمانغوتشي | البيانات المناخية لـمانغوتشي | البيانات المناخية لـمانغوتشي | البيانات المناخية لـمانغوتشي | البيانات المناخية لـمانغوتشي | البيانات المناخية لـمانغوتشي | البيانات المناخية لـمانغوتشي |
| الشهر                              | يناير                        | فبراير                       | مارس                         | أبريل                        | مايو                         | يونيو                        | يوليو                        | أغسطس                        | سبتمبر                       | أكتوبر                       | نوفمبر                       | ديسمبر                       | المعدل السنوي                |
| ---------------------------------- | ---------------------------- | ---------------------------- | ---------------------------- | ---------------------------- | ---------------------------- | ---------------------------- | ---------------------------- | ---------------------------- | ---------------------------- | ---------------------------- | ---------------------------- | ---------------------------- | ---------------------------- |
| متوسط درجة الحرارة الكبرى °م (°ف)  | 30.1 (86.2)                  | 30.0 (86.0)                  | 30.2 (86.4)                  | 29.5 (85.1)                  | 28.1 (82.6)                  | 26.5 (79.7)                  | 26.3 (79.3)                  | 28.3 (82.9)                  | 31.4 (88.5)                  | 33.6 (92.5)                  | 33.2 (91.8)                  | 31.0 (87.8)                  | 29.9 (85.8)                  |
| المتوسط اليومي °م (°ف)             | 25.5 (77.9)                  | 25.4 (77.7)                  | 25.3 (77.5)                  | 24.3 (75.7)                  | 22.1 (71.8)                  | 20.3 (68.5)                  | 20.1 (68.2)                  | 21.8 (71.2)                  | 24.5 (76.1)                  | 26.9 (80.4)                  | 27.3 (81.1)                  | 26.1 (79.0)                  | 24.1 (75.4)                  |
| متوسط درجة الحرارة الصغرى °م (°ف)  | 21.6 (70.9)                  | 21.5 (70.7)                  | 21.1 (70.0)                  | 19.8 (67.6)                  | 16.7 (62.1)                  | 14.2 (57.6)                  | 14.3 (57.7)                  | 15.4 (59.7)                  | 17.8 (64.0)                  | 20.8 (69.4)                  | 22.0 (71.6)                  | 22.0 (71.6)                  | 18.9 (66.0)                  |
| الهطول مم (إنش)                    | 194.2 (7.65)                 | 200.8 (7.91)                 | 144.0 (5.67)                 | 36.6 (1.44)                  | 5.7 (0.22)                   | 4.4 (0.17)                   | 3.9 (0.15)                   | 1.5 (0.06)                   | 3.0 (0.12)                   | 15.9 (0.63)                  | 64.2 (2.53)                  | 172.0 (6.77)                 | 846.2 (33.31)                |
| متوسط أيام هطول الأمطار (≥ 0.3 mm) | 16                           | 14                           | 13                           | 6                            | 2                            | 2                            | 2                            | 2                            | 1                            | 2                            | 7                            | 14                           | 81                           |
| متوسط الرطوبة النسبية (%)          | 78                           | 78                           | 76                           | 73                           | 60                           | 66                           | 62                           | 57                           | 50                           | 50                           | 59                           | 72                           | 65                           |
| ساعات سطوع الشمس الشهرية           | 204.6                        | 187.6                        | 238.7                        | 252.0                        | 279.0                        | 255.0                        | 257.3                        | 279.0                        | 288.0                        | 300.7                        | 258.0                        | 207.7                        | 3٬007٫6                      |
| ساعات سطوع الشمس اليومية           | 6.6                          | 6.7                          | 7.7                          | 8.4                          | 9.0                          | 8.5                          | 8.3                          | 9.0                          | 9.6                          | 9.7                          | 8.6                          | 6.7                          | 8.2                          |
| المصدر: NOAA                       |                              |                              |                              |                              |                              |                              |                              |                              |                              |                              |                              |                              |                              |